# Alena Ikhneva
Alena Ikhneva (russisk: Алена Александровна Ихнева tr. Alena Aleksandrovna Ikhneva; født 30. juli 1995) er en russiskhåndboldspiller, der har spillet for kroatiske RK Podravka Koprivnica og tidligere Ruslands kvindehåndboldlandshold.